# A Different Me
A Different Me è il terzo album discografico in studio della cantante statunitense Keyshia Cole, pubblicato nel 2008.

## Tracce
1. A Different Me (Intro) – 1:47
2. Make Me Over (contiene interpolazioni di Tina's Wish di Ike & Tina Turner) – 3:05 (E. Dean, Polow da Don, K. Cole)
3. Please Don't Stop – 4:04 (K. Cole, A. Harr, J Jackson, R. Fair)
4. Erotic – 4:10 (K. Cole, T. Feemster, R. Fair)
5. You Complete Me – 3:51 (K. Cole, T.O. Feemster,)
6. No Other (featuring Amina Harris) – 3:34 (K. Cole, Kwame, J. Pyser, J Guido, A. Harris)
7. Oh-Oh, Yeah-Yea (featuring Nas) – 3:58 (K. Cole, N. Jones, N. Briscoe, R. Akinyemi)
8. Playa Cardz Right (featuring 2Pac) – 4:51 (T. Shakur, K. Cole, J. Jackson, C Haggins, I Barias, Y. Fula, T. Himes, M Harding)
9. Brand New – 4:16 (K. Cole)
10. Trust (featuring Monica) – 4:13 (K. Cole, F. Taylor)
11. Thought You Should Know – 4:18 (K. Cole, J. Bereal, T. Jones)
12. This Is Us – 3:16 (E. Bogart, V. Hort, J.T. Miller)
13. Where This Love Could End Up – 2:55 (K. Cole, J. C. Oliver, S.J. Barnes, R. Gonzalez)
14. Beautiful Music – 3:59 (K. Cole, J. C. Oliver, S.J. Barnes, A. Mosley)
15. A Different Me (Outro) – 1:31 (K. Cole, R. Owen)